# E471

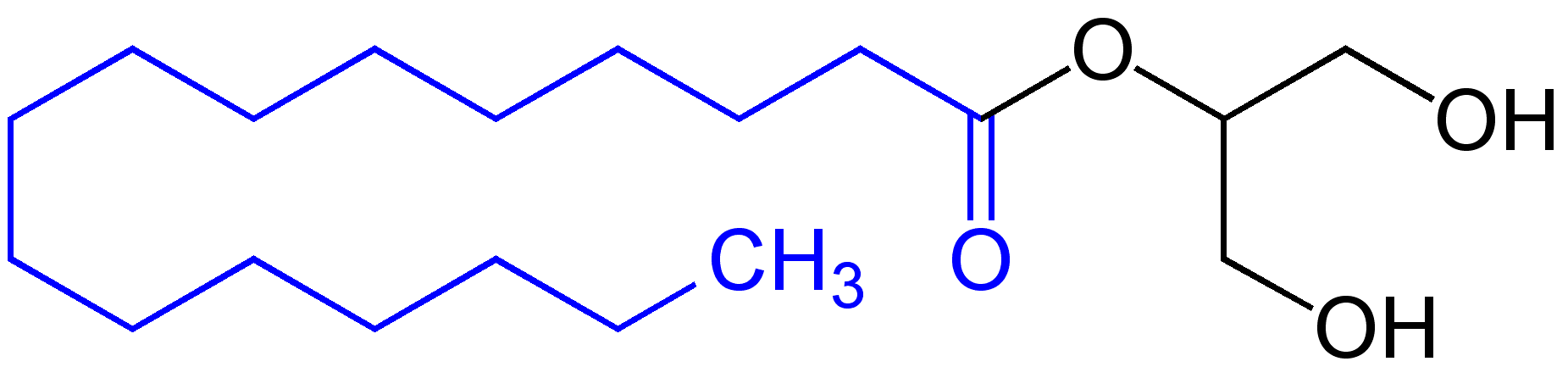
Monoglyceride of a fatty acid, in this example with a saturated fatty acid residue (blue marked).

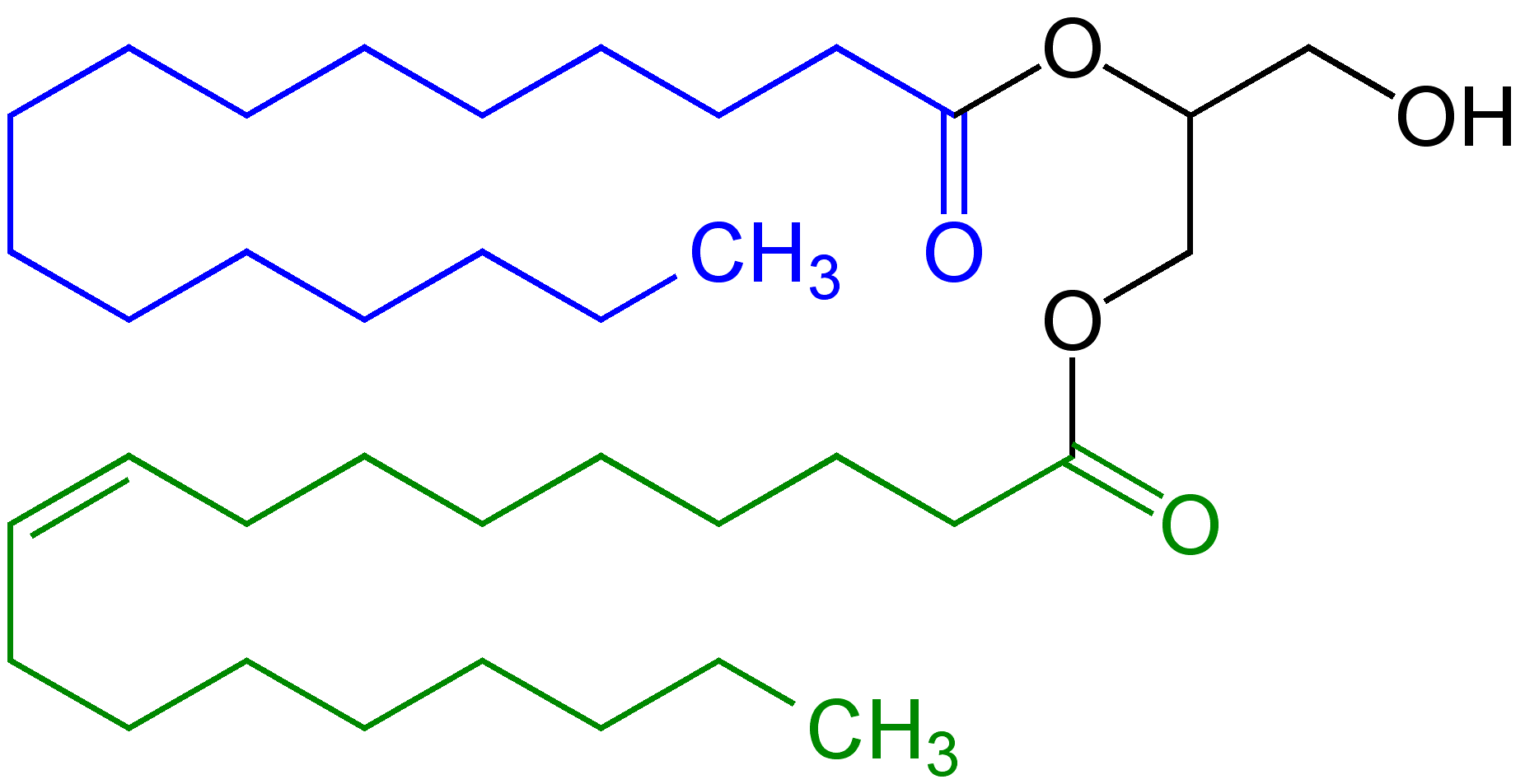
Diglyceride, in this example with a saturated fatty acid residue (highlighted blue) and an unsaturated fatty acid residue (highlighted green).

Mono- e digliceridi degli acidi grassi (E471) è un additivo alimentare composto di digliceridi e monogliceridi usato come emulsionante. La miscela è talora denominata gliceridi parziali.

## Sintesi
Monogliceridi e digliceridi sono presenti in natura in vari oli di semi, ma la concentrazione di norma è bassa e la produzione industriale si ha principalmente mediante reazione glicerolitica tra trigliceridi (grassi/oli) e glicerina. La materia prima possono essere grassi o oli vegetali o animali.

## Preoccupazioni legate alle diete vegane, vegetariane, religiose
L'E471 è prodotto principalmente da oli vegetali (come l'olio di soia), ma a volte sono usati grassi animali e non è possibile escludere del tutto che siano presenti nel prodotto. Gli acidi grassi provenienti dalle varie fonti chimicamente sono identici. The Vegan Society, che invita a non mangiare cibo con base animale, considera l'E471 potenzialmente a base animale.